# Abbazia di San Benedetto del Calvello
L'abbazia di San Benedetto del Calvello, nota anche come abbazia di Montecalvello, è un'abbazia in rovina nel comune di Sorano, presso la frazione comunale di Elmo.

## Storia
Il complesso sorse in epoca medievale come monastero dell'ordine benedettino, rivestendo notevole importanza nella zona. Il prestigio storico dell'antico complesso monastico fu notevolmente accresciuto dal soggiorno del religioso Ildebrando di Sovana, prima di diventare papa Gregorio VII, che vi si stabilì per alcuni anni.
Tuttavia, nel corso dei secoli successivi, i Benedettini scelsero altre sedi conventuali e il complesso religioso fu progressivamente abbandonato, visto che nessun altro ordine religioso si fece avanti per stabilirsi.

## Descrizione
Dell'abbazia si conservano soltanto alcuni resti che testimoniano le origini medievali dell'antico complesso religioso.